# Five Nations 1975
Die Ausgabe 1975 des jährlich ausgetragenen Rugby-Union-Turniers Five Nations (seit 2000 Six Nations) fand an fünf Spieltagen zwischen dem 18. Januar und dem 15. März statt. Turniersieger wurde Wales.

## Teilnehmer
| Land       | Stadion             | Stadt     | Trainer        | Kapitän                          |
| ---------- | ------------------- | --------- | -------------- | -------------------------------- |
| England    | Twickenham Stadium  | London    | John Burgess   | Fran Cotton                      |
| Frankreich | Parc des Princes    | Paris     | Jean Desclaux  | Jacques Fouroux / Claude Dourthe |
| Irland     | Lansdowne Road      | Dublin    | Roly Meates    | Willie John McBride              |
| Schottland | Murrayfield Stadium | Edinburgh | Bill Dickinson | Ian McLauchlan                   |
| Wales      | Cardiff Arms Park   | Cardiff   | John Dawes     | Mervyn Davies                    |

## Tabelle
|    | Land       | Spiele | Siege | Unent. | Ndlg. | Spiel- punkte | Diff. | Tabellen- punkte |
| -- | ---------- | ------ | ----- | ------ | ----- | ------------- | ----- | ---------------- |
| 1. | Wales      | 4      | 3     | 0      | 1     | 87:30         | + 57  | 6                |
| 2. | Schottland | 4      | 2     | 0      | 2     | 47:40         | + 7   | 4                |
| 2. | Irland     | 4      | 2     | 0      | 2     | 54:67         | − 13  | 4                |
| 2. | Frankreich | 4      | 2     | 0      | 2     | 53:79         | − 26  | 4                |
| 5. | England    | 4      | 1     | 0      | 3     | 40:65         | − 25  | 2                |

## Ergebnisse

### Erste Runde
| 18. Januar 1975 | Frankreich                                 | 10 : 25        | Wales                                                                                  | Parc des Princes, Paris Zuschauer: 43.603 Schiedsrichter: Ken Patterson (England) |
| 18. Januar 1975 | Versuche: Gourdon Straftritte: Taffary (2) | (7:17) Bericht | Versuche: Cobner Davies Edwards Fenwick Price Erhöhungen: Fenwick Straftritte: Fenwick | Parc des Princes, Paris Zuschauer: 43.603 Schiedsrichter: Ken Patterson (England) |

| 18. Januar 1975 | Irland                                           | 12 : 9        | England                                          | Lansdowne Road, Dublin Schiedsrichter: Francis Palmade (Frankreich) |
| 18. Januar 1975 | Versuche: Gibson McCombe Erhöhungen: McCombe (2) | (6:9) Bericht | Versuche: Stevens Erhöhungen: Old Dropgoals: Old | Lansdowne Road, Dublin Schiedsrichter: Francis Palmade (Frankreich) |

### Zweite Runde
| 1. Februar 1975 | England                                                    | 20 : 27         | Frankreich                                                                                 | Twickenham Stadium, London Zuschauer: 70.000 Schiedsrichter: T. F. E. Grierson (Schottland) |
| 1. Februar 1975 | Versuche: Duckham Rossborough Straftritte: Rossborough (4) | (10:12) Bericht | Versuche: Etchenique Gourdon Guilbert Spanghero Erhöhungen: Pariès (4) Straftritte: Pariès | Twickenham Stadium, London Zuschauer: 70.000 Schiedsrichter: T. F. E. Grierson (Schottland) |

| 1. Februar 1975 | Schottland                                                               | 20 : 13        | Irland                                                            | Murrayfield Stadium, Edinburgh Schiedsrichter: R. F. Johnson (England) |
| 1. Februar 1975 | Versuche: Renwick Steele Straftritte: Irvine Dropgoals: McGeechan Morgan | (14:6) Bericht | Versuche: Dennison Grace Erhöhungen: McCombe Straftritte: McCombe | Murrayfield Stadium, Edinburgh Schiedsrichter: R. F. Johnson (England) |

### Dritte Runde
| 15. Februar 1975 | Wales                                                                              | 20 : 4         | England          | Cardiff Arms Park, Cardiff Schiedsrichter: Alan Hosie (Schottland) |
| 15. Februar 1975 | Versuche: Davies Fenwick J. J. Williams Erhöhungen: Martin Straftritte: Martin (2) | (16:0) Bericht | Versuche: Horton | Cardiff Arms Park, Cardiff Schiedsrichter: Alan Hosie (Schottland) |

| 15. Februar 1975 | Frankreich                                             | 10 : 9        | Schottland              | Parc des Princes, Paris Zuschauer: 43.472 Schiedsrichter: Selwyn Lewis (Wales) |
| 15. Februar 1975 | Versuche: Dourthe Straftritte: Pariès Dropgoals: Astre | (3:3) Bericht | Straftritte: Irvine (3) | Parc des Princes, Paris Zuschauer: 43.472 Schiedsrichter: Selwyn Lewis (Wales) |

### Vierte Runde
| 1. März 1975 | Irland                                                                                            | 25 : 6         | Frankreich                            | Lansdowne Road, Dublin Zuschauer: 50.000 Schiedsrichter: Denzil Lloyd (Wales) |
| 1. März 1975 | Versuche: Ensor Grace McBride Erhöhungen: McCombe (2) Straftritte: McCombe Dropgoals: McCombe (2) | (10:6) Bericht | Straftritte: Pariès Dropgoals: Pariès | Lansdowne Road, Dublin Zuschauer: 50.000 Schiedsrichter: Denzil Lloyd (Wales) |

| 1. März 1975 | Schottland                                   | 12 : 10       | Wales                                   | Murrayfield Stadium, Edinburgh Schiedsrichter: John West (Irland) |
| 1. März 1975 | Straftritte: Morgan (3) Dropgoals: McGeechan | (9:6) Bericht | Versuche: Evans Erhöhungen: Fenwick (2) | Murrayfield Stadium, Edinburgh Schiedsrichter: John West (Irland) |

### Fünfte Runde
| 15. März 1975 | Wales | 32 : 4        | Irland           | Cardiff Arms Park, Cardiff Schiedsrichter: Jacques Saint-Guilhem (Frankreich) |
| 15. März 1975 | Versuche: Bergiers Davies Edwards Faulkner J. J. Williams Erhöhungen: Bennett (3) Straftritte: Bennett (2) | (7:0) Bericht | Versuche: Duggan | Cardiff Arms Park, Cardiff Schiedsrichter: Jacques Saint-Guilhem (Frankreich) |

| 15. März 1975 | England                               | 7 : 6         | Schottland             | Twickenham Stadium, London Schiedsrichter: Patrick d’Arcy (Irland) |
| 15. März 1975 | Versuche: Morley Straftritte: Bennett | (3:3) Bericht | Erhöhungen: Morgan (2) | Twickenham Stadium, London Schiedsrichter: Patrick d’Arcy (Irland) |